# Gambler (Lied)
Gambler ist ein Lied der Sängerin Madonna aus dem Jahr 1985.

## Geschichte
Nach den Aufnahmen von Crazy for You 1985 für den Soundtrack des Musicalfilms Girl Crazy produzierte John „Jellybean“ Benitez auch Gambler. Anschließend sollte der Hit auch zu Beginn des Filmes zu hören sein. Da das Lied beim Label Geffen Records produziert wurde, wurde es auf Wunsch des Labels Sire Records in den Vereinigten Staaten nicht veröffentlicht. Nebenbei glaubten Sire Records, dass die zwei Soundtracks die Erfolgschancen der anderen Like a Virgin-Auskopplungen Angel, Into the Groove und Dress You Up schmälern könnten. Bis heute ist Gambler der letzte Song, den Madonna allein schrieb. Die Veröffentlichung fand am 3. Oktober 1985 statt. Gambler ist im Film Crazy for You von 1985 zu hören.
Vom Genre her entspricht dieser Song dem Synthie-Pop und Disco, die Gestaltung entstand nach Vorbild des Materials von Madonnas erstem Album. Der Drum entstammt Drumcomputern, Bass-Synthesizern und Keyboards. Der Song beginnt mit einem Vier-Akkord Chorus, wovon drei Akkorde eine mittlere acht und Madonnas Gesang in Echos enthalten. Nach Ende der Coda werden neue Sequenzen mit Pfeifen eingesetzt. Nach der Zeile „You can't stop me now“ (deutsch: Du kannst mich jetzt nicht aufhalten) endet der Song mit Echos.

## Coverversionen
- 1998: Beverley Knight
- 2000: Travis